# Estação Las Rosas
Las Rosas é uma estação terminal da Linha 2 do Metro de Madrid.

## História

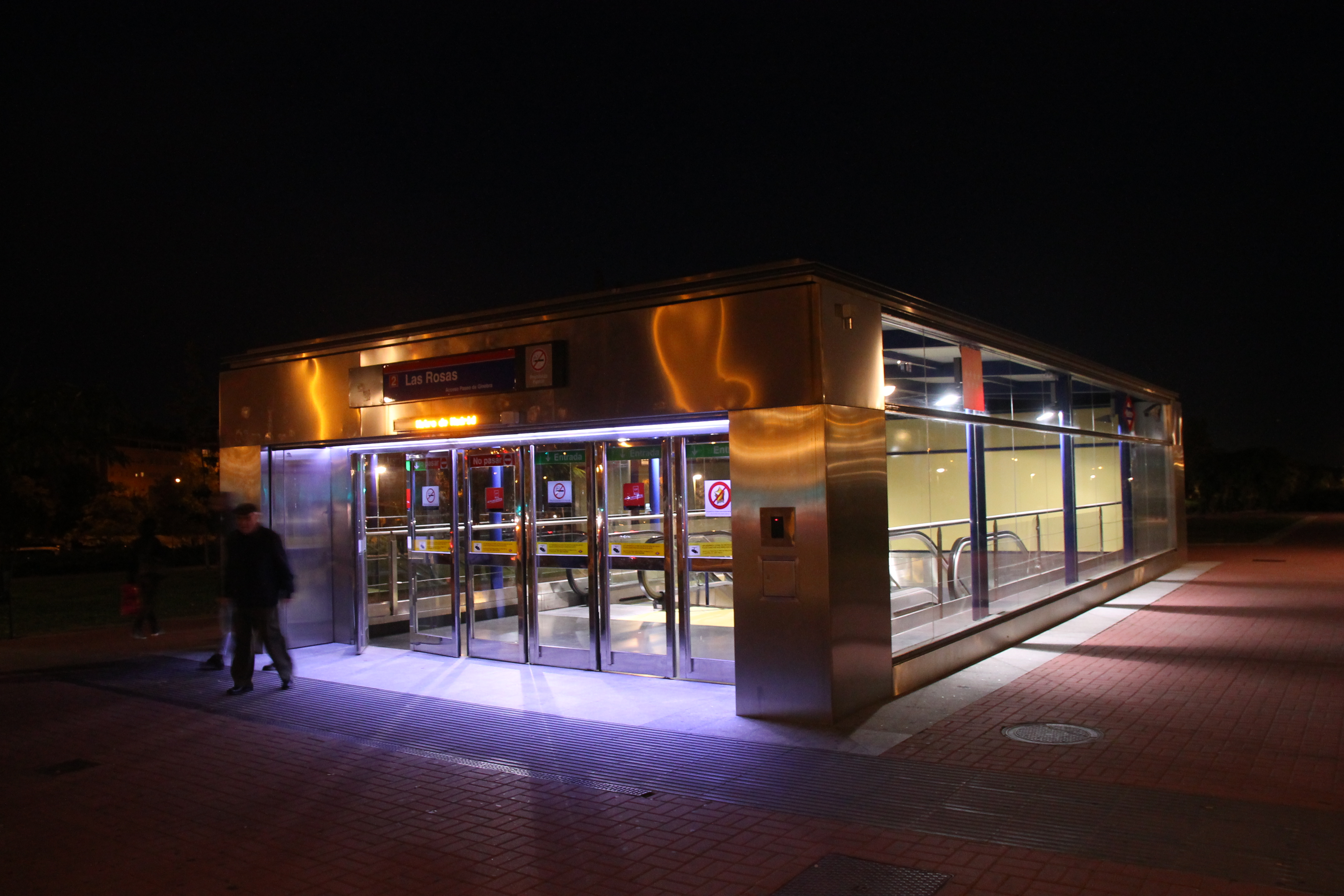
Acesso a estação

A estação foi projetada e construída com o plano de expansão da linha 2 do Metrô de Madri 2007-2011. As obras foram iniciadas no mês de dezembro de 2008, com um prazo de conclusão de 30 meses, a estação foi inaugurada em 16 de março de 2011 juntamente com o trecho da Estação La Elipa até a Estação Las Rosas.

## Entradas
Acesso Las Rosas
- Paseo de Ginebra C/ Suecia, 44
- Elevador Paseo de Ginebra, 35